# الدائرة الانتخابية الثانية (الكويت)
الدائرة الانتخابية الثانية، هي إحدى الدوائر الانتخابية التابعة لانتخابات مجلس الأمة الكويتي. عدد الناخبين في هذي الدائرة 46 الف ناخب في 2009.

## تضم المناطق التالية
- المرقاب
- ضاحية عبد الله السالم
- القبلة
- الشويخ
- الشامية
- القادسية
- المنصورية
- الفيحاء
- النزهة
- الصليبيخات
- الدوحة
- غرناطة
- القيروان
- مدينة جابر الأحمد
- النهضة